# پارازیت ایو (رمان)
پارازیت ایو (به انگلیسی: Parasite Eve) نام یک رمان علمی تخیلی ژاپنی است که توسط هیدکی سنا است، که در سال ۱۹۹۵ نگاشته و منتشر شد. این رمان در سال ۲۰۰۵ توسط تایران گریلو به انگلیسی برگردانده شد.

این رمان آغازگر ساخت چندین اثر دیگر همچون فیلمی در سال ۱۹۹۷ و چند بازی رایانه‌ای بود.